# 9766 Bradbury
9766 Bradbury (1992 DZ2) là một tiểu hành tinh vành đai chính được phát hiện ngày 24 tháng 2 năm 1992 bởi Spacewatch project ở Kitt Peak. Nó được đặt theo tên science fiction writer Ray Bradbury, author of The Martian Chronicles và Fahrenheit 451.